# 6441 Milenajesenská
6441 Milenajesenská è un asteroide della fascia principale. Scoperto nel 1988, presenta un'orbita caratterizzata da un semiasse maggiore pari a 2,4010402 UA e da un'eccentricità di 0,2042413, inclinata di 2,72451° rispetto all'eclittica.
Il nome è un omaggio alla giornalista e scrittrice ceca Milena Jesenská (1896-1944) che partecipò alla Resistenza, aiutò la fuga di Ebrei e morì nel campo di concentramento di Ravensbrück nel 1944. È nota per la corrispondenza con lo scrittore Franz Kafka.